# Günther Messner
Günther Messner (18. května 1946 – 29. června 1970) byl italský horolezec, mladší bratr Reinholda Messnera.

## Život
Během šedesátých let vylezl řadu tras v Alpách. V roce 1970 se na poslední chvíli přidal k expedici na himálajskou osmitisícovku Nanga Parbat. Expedice se účastnil i jeho bratr Reinhold. Bratři dosáhli vrcholu, avšak při sestupu byli oba velmi vyčerpaní. Günther trpěl výškovou nemocí. Při sestupu byl zasypán lavinou. Bratr se jej následně snažil najít, avšak nedosáhl úspěchu. Reinhold byl později obviňován, že svého bratra opustil, což mělo za následek jeho smrt. V červenci 2005 zde byly nalezeny lidské ostatky. Po následném testu DNA, který proběhl v říjnu 2005 na Innsbrucké univerzitě, bylo zjištěno, že patří Messnerovi. Nález tak vyvrátil obvinění z toho, že nechal Messner svého bratra samotného sestupovat nebezpečnou Rupálskou stěnou.